# Donald Mackay (contrammiraglio)
Donald Mackay (31 dicembre 1780 – 26 marzo 1850) è stato un ammiraglio britannico.
Fu Comandante in Capo, Stazione di Queenstown dal 1848 fino alla sua morte.

## Biografia
Donald si arruolò nella Royal Navy nel gennaio 1792.
Durante le guerre rivoluzionarie francesi partecipò alla spedizione di Ostenda del 18 maggio 1798 sotto il contrammiraglio Sir Home Riggs Popham per distruggere le chiuse che regolavano la navigazione attraverso il canale di Bruges, precludendo così alle forze napoleoniche la possibilità di inviare battelli e truppe per una eventuale invasione della Gran Bretagna.
Partecipò anche all'Invasione anglo-russa dell'Olanda nell'autunno 1799.
Destinato alla East Indies Station tra il 1811 e il 1816 divenne comandante della nave di sesta classe HMS Volage, poi comandante della nave di quinta classe HMS Malacca e poi comandante della HMS Minden di terza classe. Nel 1848 divenne Comandante in Capo, Stazione di Queenstown prima di morire nel 1850.